# Полідентна хімічна частинка
Полідентна хімічна частинка (рос. полидентное соединение, англ. polydent [multident] species) — хімічна частика, яка має більш, ніж два різних реактивних центри, з котрими може утворюватись зв'язок під час реакції. Центри ці повинні бути пов'язані в такий спосіб, щоб реакція з одним з них зупиняла або сильно стримувала відповідну реакцію з іншим. Термін більше застосовний до кон'югованих нуклеофілів, пр., таких як γ-піридони, віцинально амбідентний ціанід йон, нітрит йон, несиметричні гідразини, енолят йон: Синонім — мультидентна хімічна частинка.